# Toribio Núñez Sessé
Toribio Núñez Sessé (Coca, 1766 - Sevilla, 1834), jurista, político y traductor español de la Ilustración y el Liberalismo, conocido como divulgador del pensamiento de Jeremy Bentham.

## Biografía
Estudió latinidad en Arévalo y al morir su padre su familia se trasladó a Salamanca en 1774; allí, protegido por la esposa del poeta extremeño Juan Meléndez Valdés estudió Artes, Cánones y Jurisprudencia entre 1780 y 1792; fue alumno y discípulo de Ramón de Salas y Cortés y sustituyó en varias cátedras de Humanidades y Cánones por tres años; luego opositó a distintas cátedras de Filosofía, Derecho Eclesiástico, Colecciones Canónicas e Instituciones Canónicas sin éxito. La Duquesa de Alba le hizo administrador de sus bienes y casa en Sevilla. Allí, dedicado al comercio, se enriqueció lo suficiente para poderse retirar a Salamanca y dedicarse al estudio. En 1812 lo nombran Bibliotecario de la Universidad de Salamanca. Participó en el Informe de la Universidad de Salamanca sobre Plan de estudios, ó sobre su fundación, altura y decadencia, y sobre las mejoras de que es susceptible; presentó además un Proyecto de Ley sobre la Instrucción Pública (1813), que fue presentado a las Cortes en 1814, olvidado seis largos años y publicado finalmente en Salamanca: imprenta de Vicente Blanco, 1820 con un prólogo donde recomienda no separarse de los caminos abiertos por Kant e introducir ideas modernas y liberales. 
El rechazado plan de estudio de Núñez fue prohibido a la vuelta de Fernando VII, y el 16 de septiembre de 1816 son expulsados de la Universidad de Salamanca el propio Toribio Núñez, Miguel Martel y Juan Justo García, quienes solo pudieron regresar entre 1820 y 1821. En su exilio interior en la Villa de Piedrahíta, a donde le ordenaron residir en compañía de su amigo, el librepensador y escritor José Somoza; se dedicó principalmente a leer y escribir. Como fruto de su trabajo, apenas restaurada la Constitución en 1820, saldrán a la luz su Espíritu de Bentham. Sistema de la Ciencia Social, exposición general de la doctrina de Jeremy Bentham, que se presentaba como estudio introductorio a la traducción de las obras del jurisconsulto inglés, que pensaba publicar por suscripción. El primer tomo salió en 1821: Principios de la Ciencia Social o de las Ciencias Morales y Políticas.
Durante el Trienio liberal (1820-1823) redactará un Informe sobre el Código Penal de 1822, siendo además elegido diputado por la provincia de Salamanca (1822-1823). Miembro de la Diputación Permanente de Cortes en 1823, formará parte de la Comisión encargada de formular el Código de procedimientos. Siguiendo en su peregrinar a las Cortes, Núñez se trasladará a Sevilla donde, tras la disolución de las mismas, vivirá con su familia, en estado de bastante indigencia, hasta 1834, en que, víctima de la epidemia de cólera, fallece.
Fue uno de los primeros en conocer y divulgar en España la doctrina de Inmanuel Kant a través de la obra de Charles de Villers Philosophie de Kant ou Principes fondamentaux de la philosophie transcendentale (Metz, 1801). Intentó llegar a una especie de síntesis entre el Benthamismo y el Criticismo kantiano en su obra más importante, Principios de la Ciencia Social ó de las Ciencias Morales y Políticas (Salamanca: imprenta Nueva de Bernardo Martín, 1821). En esta obra, al tratar el tema de los «Delitos contra la condición del Estado por faltas del poder judicial», reflexiona ampliamente sobre la nueva situación española y sus exigencias, concluyendo en la necesidad de introducir una lógica de la moral o lógica de la voluntad. Fue posiblemente colaborador del Semanario Nacional, Político y Científico de Barcelona, 1820.

## Obras

### Originales
- Proyecto de Ley sobre la Instrucción Pública (Salamanca: Vicente Blanco, 1813).
- Principios de la Ciencia Social ó de las Ciencias Morales y Políticas (Salamanca: imprenta Nueva de Bernardo Martín, 1821).
- Informe sobre el Código Penal de 1822

### Traducciones de Jeremías Bentham
- Obras ordenadas conforme al sistema del autor original y aplicadas a la Constitución española, Salamanca, 1820-1821
- Sistema de la ciencia social, Salamanca, 1820
- Principios de la ciencia social, Salamanca, 1821
- Ciencia social, Madrid, 1835.